# Грузди (Чусовской городской округ)
Грузди — посёлок в Чусовском городском округе Пермского края России.

## Географическое положение
Посёлок расположен примерно в 19 километрах по прямой линии на север от города Чусовой.

## Климат
Климат умеренно континентальный. Среднегодовая температура воздуха колеблется около 0 градусов, среднемесячная температура января — −16 °C, июля — +17 °C, заморозки отмечаются в мае и сентябре, а иногда и в июне. Высота снежного покрова достигает 80 см. Продолжительность залегания снежного покрова 170 дней. Преобладающее направление ветра в течение всего года — южное. Продолжительность вегетационного периода 118 дней. В течение года выпадает 500—700 мм осадков.

## История
Посёлок возник, видимо, как разъезд Горнозаводской железной дороги в конце XIX века. В 1950 разъезд фигурирует как место размещения спецпоселенцев из числа советских немцев и жителей Западной Украины.
С 2004 по 2019 год посёлок входил в Скальнинское сельское поселение Чусовского муниципального района.
В настоящее время градообразующим предприятием посёлка является Утёсовский каменный карьер, расположенный непосредственно у западной окраины посёлка.

## Население
Постоянное население посёлка составляло 119 человек в 2002 году (русские 88 %), 30 человек в 2010 году.